# 軽井沢蒸留所
軽井沢蒸留所（かるいざわじょうりゅうじょ、Karuizawa Distillery）は長野県北佐久郡御代田町に存在したジャパニーズ・ウイスキーの蒸留所。かつてはキリンホールディングスが経営していたが、ウイスキーの販売不振を受けて2000年に生産を停止、2011年には閉鎖された。しかし閉鎖後にここで生産されたウイスキーの味わいが世界的に高い評価を得るようになり、現在では希少銘柄としてオークションで高値で取引されるようになっている。
軽井沢でのウイスキーづくりの復活を目指す動きもあり、長野県佐久市に位置する酒造メーカー・戸塚酒造が「軽井沢ウイスキー蒸留所」を建設したほか、長野県小諸市の軽井沢蒸留酒製造株式会社が「小諸蒸留所」を建設している。

## 歴史

### 前史 - 大黒葡萄酒の創業

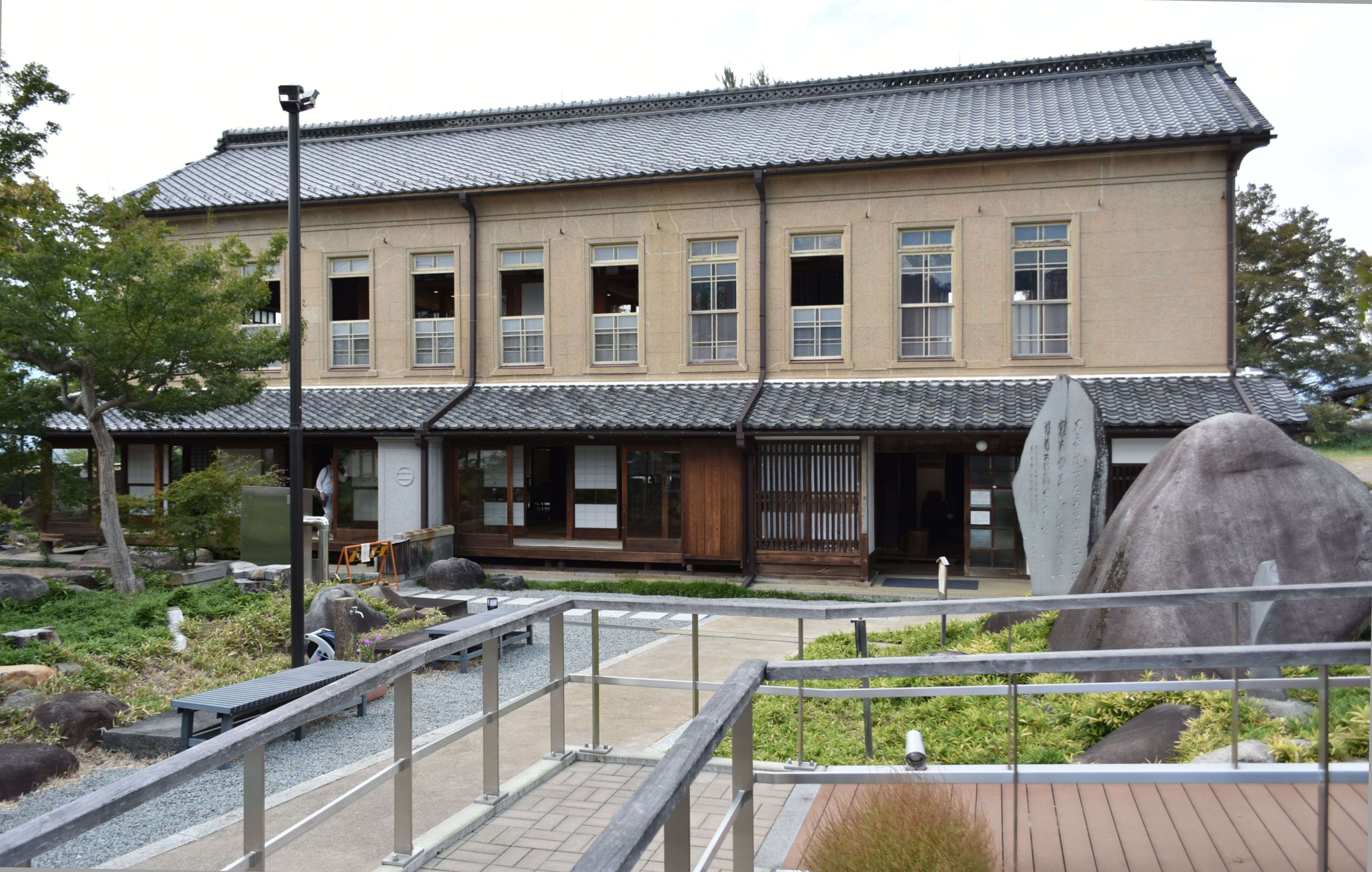
宮崎光太郎の自宅兼ワイナリーであった宮光園。

1934年、実業家の宮崎光太郎が大黒葡萄酒を創業した。宮崎はそれまでも山梨県産ワインの普及に取り組んでおり、同社の主力事業はやはりワインとブランデーであった。くしくも竹鶴政孝が現在のニッカウヰスキーの前身にあたる大日本果汁を立ち上げたのも1934年である。当初の経営状況はあまりよくなかったが、宝酒造が経営に参画することでしだいに業績は上向いていった。戦後になるとGHQの占領政策の影響で大黒葡萄酒は宝酒造から独立することになる。そして1947年に宮崎光太郎が死去すると、その孫の光太郎が社長に就任し、ウイスキー製造事業に参入することとなった。1940年代後半から1950年代初頭にかけて、大黒葡萄酒は現在の東京都新宿区下落合にある「東京工場」でウイスキーを製造していたが、当時作っていたウイスキーは「3級ウイスキー」と呼ばれるもので、大麦の成分を一切含まずともよいものであった。そのため東京工場には現在で言うところのモルトウイスキーを生産する設備は存在しなかった。しかし、宮崎は3級ウイスキーのことをまがい物として嫌っており、当時販売していた「オーシャン・ウイスキー」には余市蒸溜所から購入したなるべく良質のモルトウイスキーをブレンドするようにしていた。一方で戦後ウイスキーの販売量は年々増加しており、「オーシャン・ウイスキー」の売上も増加の一途を辿っていたが、品質を優先して3級ウイスキーにおける最大混和率3%いっぱいまでモルトウイスキーをブレンドしていたため、原酒の安定確保は急務であった。

### 前史 - 塩尻蒸留所の設立と不振

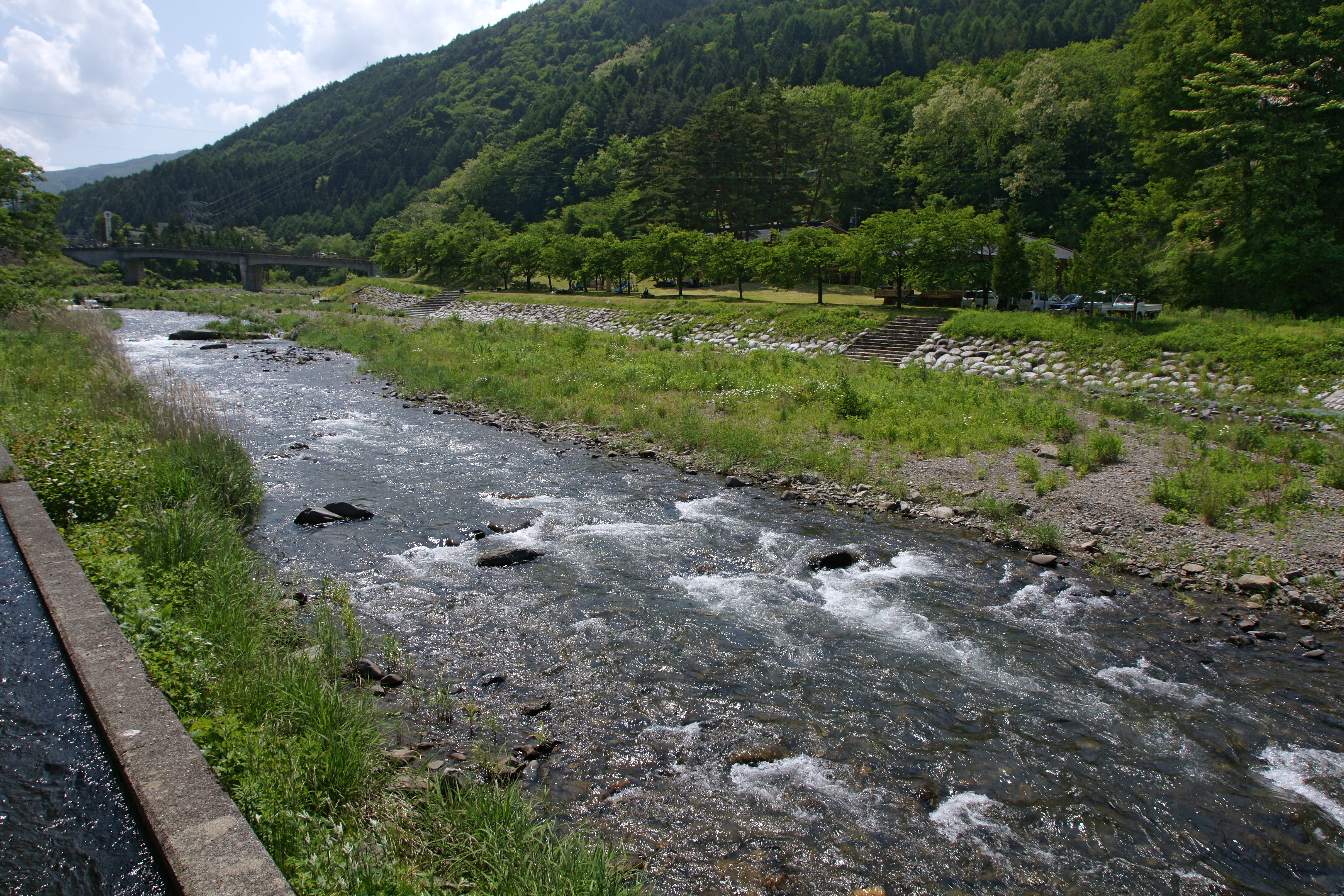
奈良井川

このような背景から、大黒葡萄酒はモルトウイスキーの自社製造を志向するようになった。そして1952年3月5日、同社が長野県塩尻市桔梗ヶ原に所有していたワイナリーにモルトウイスキー蒸留所「塩尻蒸留所」を設立すべく、ウイスキーの製造免許を取得して従業員を派遣した。軽井沢から遠く離れた塩尻を建設地として選んだ理由は、この当時の監督官庁が蒸留免許の新規付与を原則認めない方針であり、すでにブランデーの蒸留設備および免許、製造実績のあった塩尻工場でなければウイスキー製造免許が得られなかったためである。
この当時の設備は既存設備の流用が多く、クラッシャー式麦芽粉砕機、2,000リットルの糖化槽、2,000リットルの麦汁濾過槽、2,000リットルの木製発酵槽、そして2,500リットルのポットスチルがそれぞれ1基ずつであった。ポットスチルは初留・再留兼用である。仕込み水は深さ15mの素掘りの井戸から採水しており、酵母は乳酸酵母を主に使用し、ときおりパン酵母も使用していたという。もろみのアルコール度数は5.5%前後、初留にかかる時間は5～6時間、再留は6～8時間であった。初めての仕込みは1952年3月29日であり、当時蒸留を担当していた関根彰はニューメイクの香味を「草のようで、青臭く、味はさらにひどいものだ」と述べている。蒸溜廃液は工場裏手に掘った穴へ捨て、上澄み液はブドウ畑に放水していた。ウイスキーの製造開始から2ヶ月ほど経つと、井戸が浅井戸であったために仕込み水が不足するようになった。そのため、新たに深井戸を掘るまでの間は製造が停止された。8月に深井戸が完成し、同年秋にぶどうの収穫およびワインの仕込みが終わると、ウイスキーの製造が再開された。上述の通りモルトウイスキーの原酒確保が急務であったため、設備を補強しながらなんとか再開にこぎつけた、というのが実情であった。このとき、ニューメイクの不快な香味は仕込み水の鉄分濃度の高さが原因ではないかと考え、沸石フィルターが新たに設置された。
翌1953年の春頃になると、発酵がうまくいかないようになる。もろみの酸が増加して酸っぱい臭気を放つようになったのである。関根らは原因を雑菌の繁殖によるものだと考えて糖化槽や各種パイプ類を徹底して洗浄したほか、酵母を変更するなどの対策を行うが、問題は解決しなかった。1954年になると、仕込み水の影響で酵母が萎縮、アルコールの生産性が極度に低下していることがわかった。この当時使っていた深井戸の水量は1952年の半分程度にまで下がっており、多量の不純物が混ざっているため、臭気を感じるほどに水質が劣化していた。そこで雨水や泉水を運んできて発酵の実験をしたところ、発酵阻害が起こるのは井戸水を使った時だけだと判明したのだ。また、蒸留廃液を工場裏手に捨てていたことが水質汚染の原因であった。そのため、それ以降は蒸留所から2 km離れた奈良井川の下流に廃液を放流するようになった 。しかし、その後も井戸の水量は減り続け、日量3,000リットルほどにまで減少したため、濾過装置で濾過した水を使ってだましだまし仕込みを続けるような状況であった。1955年にはアメリカン・ウイスキー酵母とコペンハーゲン・ビール酵母を導入するなど品質改善に向けた試行錯誤を続けていたが、 ニューポットの品質改善は遅々として進まなかった。

### 軽井沢蒸留所の設立
このように塩尻での製造に限界を感じた関根らは、蒸留所の移転を検討するようになった。関根らはワイン仕込みの時期は大黒葡萄酒が軽井沢に所有するワイナリーへ出張していたこともあり、軽井沢を移転先候補地として調査を進めていた。軽井沢はカナダ人宣教師のアレキサンダー・クロフト・ショウがスコットランドに似ていると称賛した地であり、浅間山の雪どけの伏流水が豊富で、十分な敷地と廃液処理所も確保でき、生産試験の結果も良好だった。そこで関根らは蒸留所の移転を上層部に提案し、同年のうちには承認された。これによって1952年3月から1955年11月にわたった塩尻蒸留所でのウイスキー製造は幕を閉じることになった。塩尻では累計で230,000リットルの原酒が生産された。お世辞にも良質な原酒とは言えなかったが、これらは2級酒に混ぜ込むことで消費されていった。
大黒葡萄酒は1955年のうちに新たなモルトウイスキー蒸留所「軽井沢蒸留所」の建設を始めた。このプロジェクトは全社から期待を集めていた。設備は塩尻時代のものをある程度流用し、一部は反省点を改善して新たに揃えられた。新型の麦芽粉砕機、ロイター式の濾過槽、内側をホーローでコーティングしたコンクリート製の糖化槽8基を新設したほか、塩尻から移設したポットスチル2基に加えて2基のポットスチルが追加された。1956年1月末にはワイン用の発酵槽を流用しての生産試験が行われ、4,000リットルほどの原酒が製造された。そして2月中旬には正式に稼働を開始した。
軽井沢で使用する麦芽は自社で仕入れた大麦を製麦会社に製麦してもらったものであったが、この当時の大黒葡萄酒はウイスキーメーカーとしては後発であったことから、麦芽の入手に苦慮していた。当時、国内農家の保護のために外国産農産物の輸入は厳しく制限されており、既存メーカーは国内の製麦業者から安定して仕入れることができたが、大黒葡萄酒にそのようなコネクションはなく、1957年頃には麦芽不足のあまり未発芽の大麦を混ぜて仕込みを行ったこともあったという。そのような背景や、ピーテッド麦芽を生産に取り入れようとしていたこともあり、軽井沢は二度ほど旧式の製麦設備を入手して実験を行っている。なお、最終的に自社製麦設備の導入は実現しなかった。その一方で1958年以降になると段階的に外国産大麦麦芽の輸入規制が緩和されていき、1961年には軽井沢で使用する麦芽の半分は外国産のものであった。
軽井沢では塩尻時代に引き続き酵母や糖化、蒸留についてさまざまな実験を繰り返しニューメイクの品質向上に努めていたところ、次第にスコッチ・ウイスキーに近い芳香の原酒ができるようになる。1959年11月10日には実験結果をもとに新たな設備を導入、実際の製造が始まった。そして、このノウハウの蓄積および設備導入によって軽井沢のニューメイクの品質は大幅に向上することになった。 実験室だけではなく実際の現場においても、いわゆるスコッチライクな原酒を造ることに成功したのである。関根彰はこの品質改善の理由を、発酵前の麦汁の成分組成が変化したことで酵母の新陳代謝によい影響が出たためではないかと述べている。
この頃になると大黒葡萄酒におけるウイスキーの重要性は高まっており、1960年におけるウイスキーの売上は売上全体の59%を占めるほどになっていた。また、この頃の「オーシャン」ブランドといえばサントリー、ニッカに並ぶ銘柄として広く知られるようになっていた。そのような状況を受け、大黒葡萄酒は1961年に社名を「オーシャン」へと変更するに至った。

### 三楽との経営統合
オーシャンは社名を変更した翌1962年7月1日に「三楽酒造」（さんらくしゅぞう）と経営を統合し、「三楽オーシャン」へと社名を変更した。三楽酒造の沿革については「#前史 - 三楽酒造の沿革」を参照。
背景にはこの当時「ウイスキー戦争」と呼ばれるほどの販売競争の激化がある。この頃ニッカウヰスキーが「ハイ・ニッカ」を投入したほか、寿屋（後のサントリー）が「トリスを飲んでハワイに行こう」の大キャンペーンを展開しており、宣伝競争がそのままシェアを左右するような状況にあった。これによる宣伝費の増加はオーシャンの経営を圧迫しており、全国的な販売網を持ち、安価に原料用アルコールを製造できる設備を持った三楽酒造との経営統合はメリットが大きかったのである。他方、三楽酒造側もウイスキー部門では弱小勢力であったため、この合併によって従来の和酒にワインとウイスキーを兼ね備えた総合酒類メーカーへの転身を図ったのである。

#### 前史 - 三楽酒造の沿革
1934年、実業家の鈴木忠治は原料用アルコールの生産を目的に「昭和酒造」を創業し、1935年4月には「川崎工場」を設立した。なお忠治は味の素創業者の鈴木三郎助の弟である。川崎工場では大豆を原料としたアルコールを製造しており、その生産能力は1935年には126,000リットルであったが、隣の敷地にある味の素川崎工場の分離液を使う蒸留器を新設したことで、翌1936年2月には年間451,000リットルにまで生産能力が増加した。これらの原料用アルコールは合成清酒に使われ、事業は一定の成功を収めた。鈴木は同社の酒類のブランドに、鈴木家のラッキーナンバ一「三」と「安らぎ」を意味する「楽」をかけあわせた「三楽」という名前をつけた。1947年には「Sun Luck Whisky」を発売したが、この頃の昭和酒造にウイスキー製造設備はないため、これは現代で言うところの「ウイスキー」ではないとされている。1949年には「三楽酒造」と名を改め、これ以降ウイスキーのみならず本格的に洋酒ビジネスへと参入することになる。1958年には川崎工場でモルトウイスキーの生産を開始し、1959年から60年にかけてウイスキーの「Sun Luck Gold」と「Sun Luck Corrie」を発売した。そしてこの頃にはすでに川崎工場の生産キャパシティが限界であったため、三楽酒造は1961年10月、それまでモルト生産を担っていた川崎工場の設備を移設し、山梨県に「山梨蒸留所」を設立した。なお、もともとは蒸留所と一緒にワイナリーを建設する計画だったが、代わりにメルシャンを買収することでワイナリー建設は取りやめた。そして翌1962年7月1日にオーシャンと経営を統合することになった。

#### 経営統合と山梨蒸留所
上述のとおりこの合併は両者にとって有意義なものであったが、ウイスキーの製造においては幾分かの合理化が必要であった。この当時の国産ウイスキーはモルト原酒を少量のみ使うものであり、モルト蒸留所はひとつあれば足りたのだ。そこで軽井沢と山梨のニューメイクおよび1年間熟成させた原酒を比較したところ、軽井沢に特に問題はなかったが山梨の原酒には問題があった。翌1963年に軽井沢の製造担当が山梨に赴いたところ、発酵までの過程に特に問題は見当たらなかったものの、蒸留室内は硫黄の刺激臭が立ち込め、各種器具やドアの取っ手が黒ずむような有様であったという。銅製のポットスチルはスワンネック部分が腐食するため定期的に取り替える必要があり、それを嫌った三楽は山梨のポットスチルにステンレス製を採用していたのである。銅はウイスキー製造過程で生じる硫黄成分を吸着する効果があるため、スコッチ・ウイスキーでステンレス製のポットスチルが使われることはないが、この当時の日本では銅と硫黄の関係についてはまったく知られていなかったのである。その後しばらくの間、山梨ではニューメイクに銅を浸すなどの手当を行ったり在庫の改善策を試すなどしたものの、やはり根本的な解決になるとは言いがたく、1964年に軽井沢の蒸留設備が増強されたことで山梨での生産は中止された。その後1967年から1969年にかけて一時的に生産を再開したものの、それ以降は一切稼働することなく、熟成庫へと改装されたことで山梨蒸留所は消滅した。これによって三楽オーシャンのモルト原酒は軽井沢に一本化されたことになる。山梨の原酒は1968年に「オーシャン・ブライト」という製品にブレンドされた。これは軽井沢と山梨の2種類のモルト原酒をブレンドしたことを売りにした製品であった。

### 本格ウイスキーの時代へ
1965年頃までの日本のウイスキー市場は安価な2級酒が圧倒的なシェアを誇っていたところ、経済成長の影響でウイスキーの需要が伸び続けるなか、消費者は次第に特級酒や1級酒といった比較的高価なジャンルへの志向を強めていった。また、1971年にはウイスキー輸入の完全自由化が行われたこともあり、高品質の高級酒市場への対応が求められるようになっていた。しかし当時の日本のウイスキーはモルト原酒と原料用アルコールをブレンドしたものであったところ、スコッチ・ウイスキーにおけるブレンデッドウイスキーはモルト原酒にグレーンウイスキーを混ぜたものであり、味わいには大きな差があった。日本でも高級ウイスキーが志向されるようになると、ニッカウヰスキーを筆頭にグレーンウイスキーの生産設備が導入され始めた。三楽オーシャンも1967年に技術者をスコットランドに派遣し、1969年にカフェ式連続蒸留器を川崎工場に設置、同年6月からグレーンウイスキーの製造を開始した。生産を始めた当初の原酒は魚油のような不快臭を伴ったものの、最終的にはスコットランドのインヴァーゴードン蒸留所で当時造っていたグレーンに近い品質のものを生産するに至った。これによって軽井沢蒸留所がモルトを、川崎蒸留所がグレーンを造り、山梨および軽井沢で熟成するという生産体制が確立したのである。
同じ時期に軽井沢の設備増強も行われている。1964年に糖化槽と濾過器を更新したほか、特に1978年から1981年にかけて生産能力の大幅な増強が行われ、具体的には麦芽の粉砕機、ボイラーの取り換え、各種タンクおよび1号蒸留器の更新、貯蔵庫の増設が行われた。加えて川崎蒸留所にグレーンウイスキーの熟成庫を新設し、山梨熟成庫でも樽架台を増設して貯蔵能力を上げている。また、この時期の設備更新はウイスキーの品質に対する明らかなこだわりが見て取れる。実際、1980年代初頭に蒸留された原酒は非常に品質が高いことで知られており、ステファン・ヴァン・エイケンは軽井沢で1981年から1984年に蒸留された原酒を「黄金期」と評している。
高級志向の流れを受けて、三楽オーシャンは1976年7月に日本で初めてのシングルモルトウイスキーである「軽井沢シングルモルト・ウイスキー」を発売した。これは1978年の夏に軽井沢へ来た皇太子時代の明仁夫妻に献上され、このボトルをいたく気に入った明仁が追加のボトルを注文したという逸話がある。しかしこの当時は三楽オーシャンの原酒ストックが不十分であったため、軽井沢シングルモルトは年間1万本ほどしか製造することができなかった。そのため供給が追いつかなくなることを恐れた三楽オーシャンはこのボトルを大々的に宣伝することはなかった。また、1977年には高級ブレンデッドウイスキーの「浅間」を発売するなど、高価格帯のラインナップを揃えていった。

### ウイスキー市場の低迷

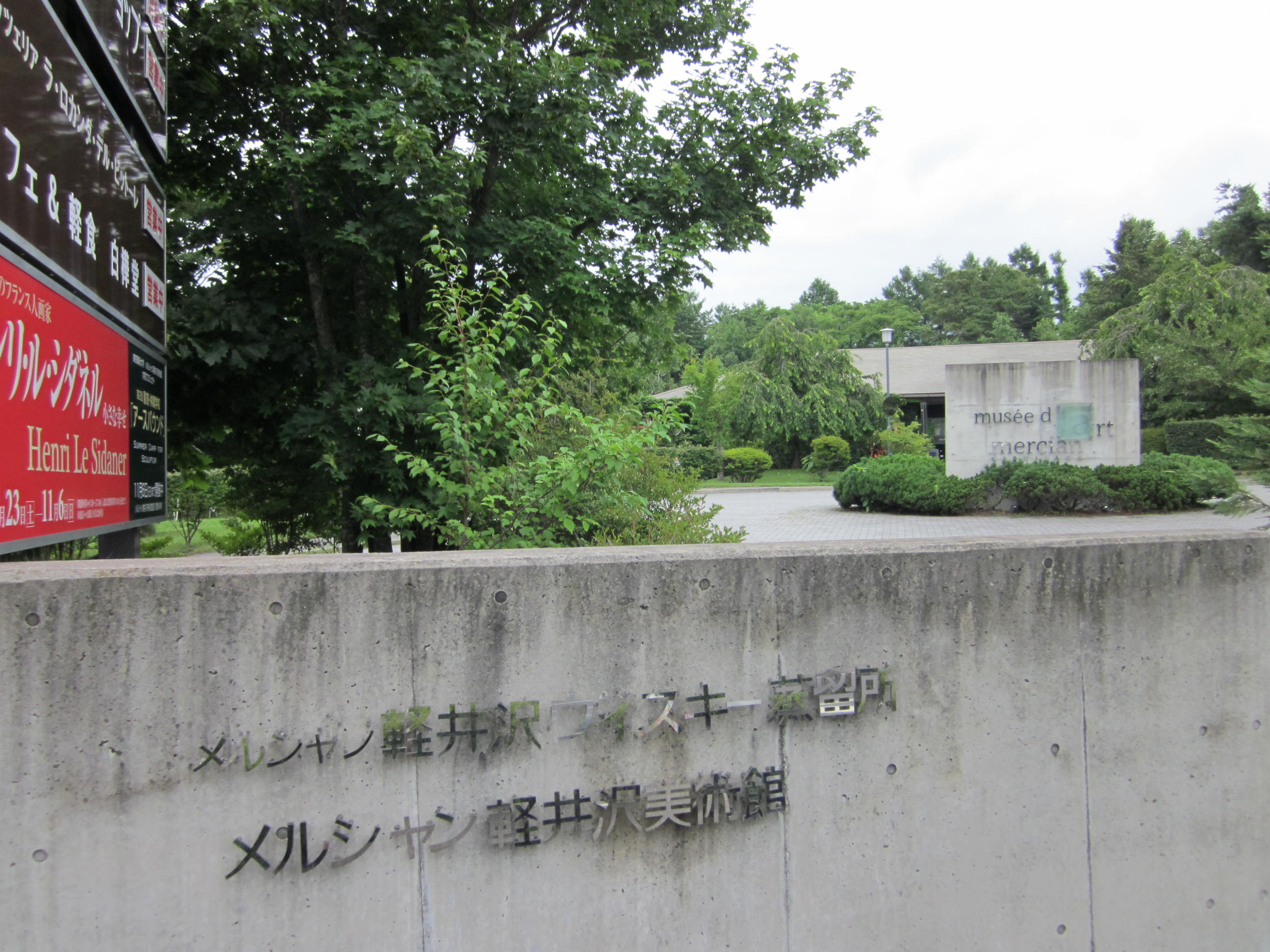
メルシャン軽井沢美術館

しかし、戦後伸び続けたウイスキーの需要は1980年代に入って落ち込み始める。市場では軽井沢のような重厚な味わいの酒よりも、スムースで軽い酒の人気が高まっており、1984年11月には「MOO」というほぼ無色のウイスキーを投入するに至る。また、ワインの人気が高まっていたこともあり、社名の「オーシャン」からウイスキーの印象を受け取られないよう、1985年には「三楽」に、1990年6月には「メルシャン」に改称している。1995年には文化事業へ多額の投資をしているサントリーにならって蒸留所敷地内にメルシャン軽井沢美術館を設立した。しかし、軽井沢への需要が元に戻ることはなく、1980年代半ば以降は生産規模が段階的に縮小され、 2000年12月31日を以って生産が停止された。稼働末期は1年に2～3ヶ月、3人のみで製造するような状況であった。

### 閉鎖後の動向

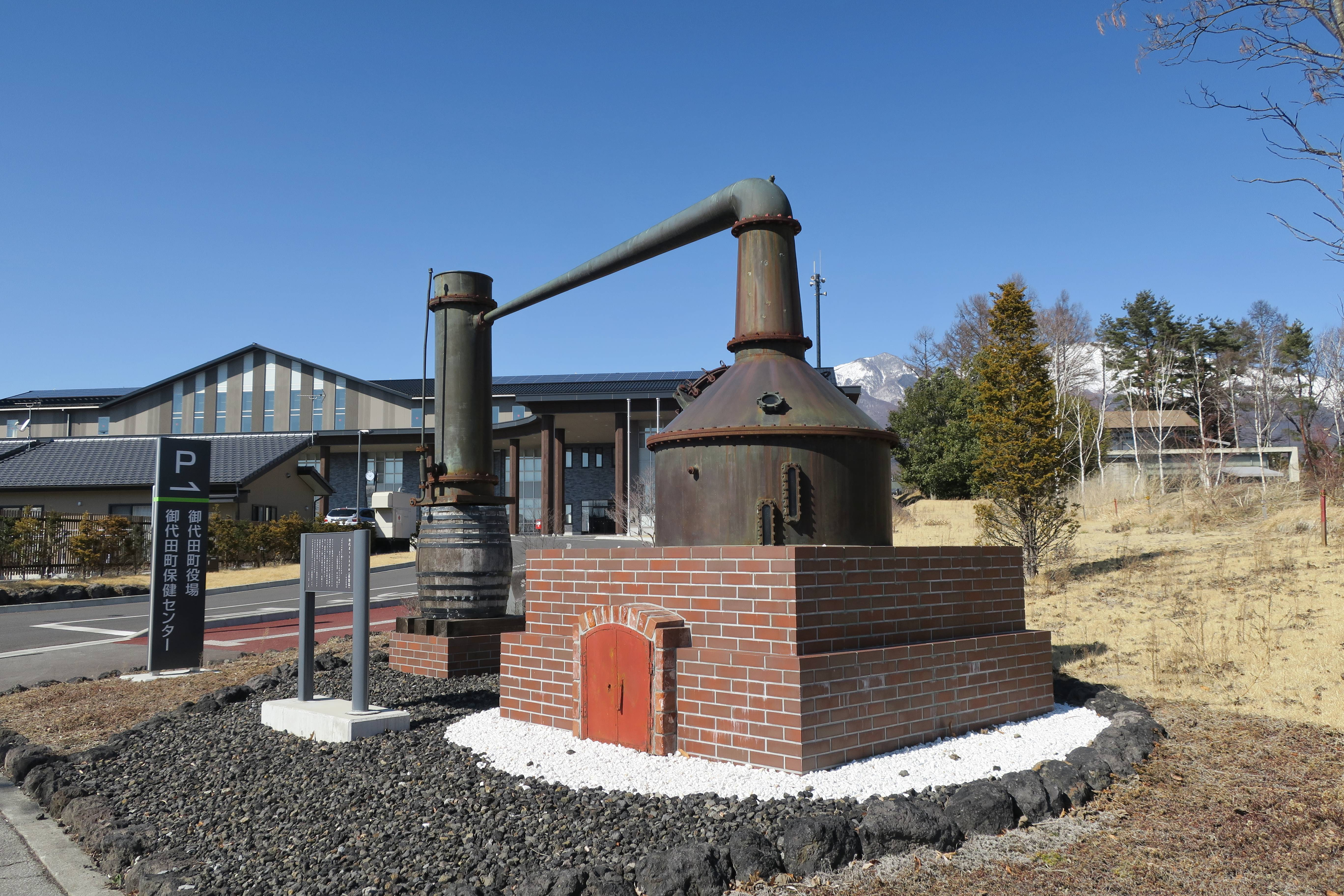
跡地に建つ1950年式ポットスチルのモニュメント。左奥は御代田町役場（2019年）。

2000年代に入るとジャパニーズウイスキーが海外の品評会で評価されるようになってきており、軽井沢も閉鎖直後の2001年に「軽井沢ピュアモルト・ウイスキー12年」がIWSC（インターナショナル・ワイン・アンド・スピリッツ・コンペティション）で金賞を受賞している。
2006年にメルシャンはキリンホールディングスの連結子会社に、2010年には完全子会社となった。この時期にナンバーワンドリンクスというインディペンデント・ボトラーを始めとした複数社が軽井沢蒸留所の買い取りを打診するもキリンは応じなかった。その一方で2011年8月に軽井沢の在庫364樽の原酒すべてをナンバーワンドリンクスへ売却した。そして2011年11月に軽井沢蒸留所は完全に閉鎖し、2013年3月に蒸留所の土地・建物は御代田町開発公社へと売却された。同年8月にはその土地に御代田町役場の建設が決定、2015年10月25日に蒸留所最後の一般公開が行われ、2016年3月15日をもって建物はすべて解体された。その後2016年11月22日に町役場の新庁舎が着工され、2018年5月7日に開庁した。
2006年にはベンチャーウイスキー創業者の肥土伊知郎がウイスキー造りの実習を軽井沢で行っており、夏の間のおよそ一ヶ月間のみ再稼働した。
軽井沢の設備は2015年初頭に御代田町のオークションでガイアフローの中村大航によっておよそ500万円で落札された。設備のほとんどは使い物にならなかったそうだが、ポーティアス社のモルトミルは2,000万円近い価値があるといい、静岡蒸溜所で稼働している。

### オークションでの高騰
2011年の蒸留所閉鎖後、希少性と味わいが世界的に再評価されて価値が高騰し、近年では”世界で最も希少性の高いウイスキーの一つ”、”幻のウイスキー”などと呼ばれることもある。軽井沢のボトルはコレクターの間で高額で取引されており、オークションでもしばしば高値がつく。たとえば「東京インターナショナル・バー・ショー/ウイスキー・ライヴ2013」で公表された軽井沢1960年（2013年1月1日ボトリング、52年熟成）は定価200万円で販売されたところ、2015年には香港のボナムズで日本円にしておよそ1,420万円と、1本のジャパニーズ・ウイスキーとしては史上最高額で落札された。また、同年に香港のオークションで10本セットが500,000香港ドル（約778万円）で落札されたほか、『WHISKY magazine』のオークション指標で「マッカラン」を抜いて世界トップの評価を得た。2017年には、ウイスキー専門のオークションサイト『Whisky Auctioneer』において、「軽井沢」が日本のオークションとしては史上最高額となる、合計落札額約1億円（77万ポンド）に達したと発表された。また同時に、52年熟成の「軽井沢1960年」が約1400万円（10万100ポンド）で落札され、ジャパニーズウイスキーとして英国と欧州の新記録を更新した。2020年には、オークションハウス『サザビーズ』において、同じく「軽井沢1960年」が約4690万円（36万3000ポンド）で落札され、日本産ウイスキーの世界新記録を更新した。また総落札額では、「マッカラン」「ダルモア」に次いで、「軽井沢」が3位にランクインした。

### 復活に向けての動き

#### 軽井沢ウイスキー蒸留所
2021年、長野県佐久市に位置する酒造メーカー「戸塚酒造」が、同県軽井沢町でウイスキーの製造を開始すると発表した。製造に際して、『軽井沢ウイスキー株式会社』を立ち上げ、軽井沢蒸留所最後のモルトマスターである内堀修身を顧問に、同じく軽井沢蒸留所のウイスキー・ディスティラーであった中里美行を工場長として招いた。2022年末に蒸留所の稼働が開始され、2032年の初出荷を目指す。蒸留所は「軽井沢ウイスキー蒸留所」（かるいざわウイスキーじょうりゅうじょ，Karuizawa Whisky Distillery）という名称であり、御代田町にあった軽井沢蒸留所に敬意を表して設立されたものである。メルシャン軽井沢の味を復活させることを第一の目標としており、ウイスキー「軽井沢」の名で販売を予定している。

#### 小諸蒸留所

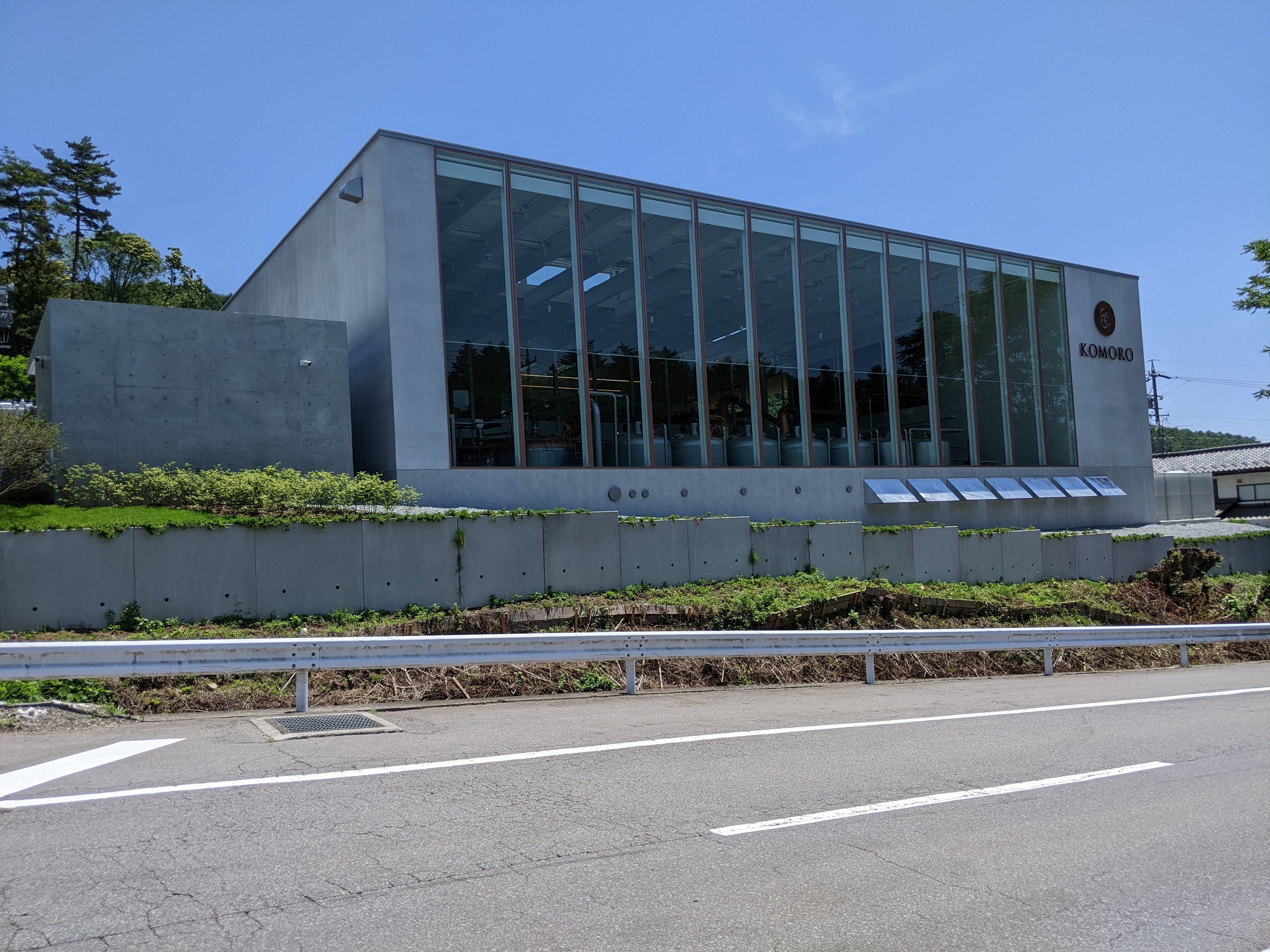
小諸市甲字軽石に位置する蒸留所

2020年末に、軽井沢町在住の投資コンサルタント島岡高志が、『軽井沢蒸留酒製造株式会社』を設立し、御代田町・軽井沢町に程近い同県小諸市に蒸留所を創設することを発表した。副社長兼マスターブレンダーを務めるのは、台湾・金車グループの「カバラン」ウイスキーマスターブレンダーを務めたイアン・チャンである。新蒸留所は2022年春に竣工し、初出荷は2027年の予定。蒸留所名は「小諸蒸留所」（こもろじょうりゅうじょ、Komoro Distillery）であり、メルシャン軽井沢にとらわれない新しいスタイルのウイスキーを生産し、軽井沢地域でのウイスキー造りの伝統を継続させることを目的としている。製品は「小諸」の名での販売を予定している。

## 製造

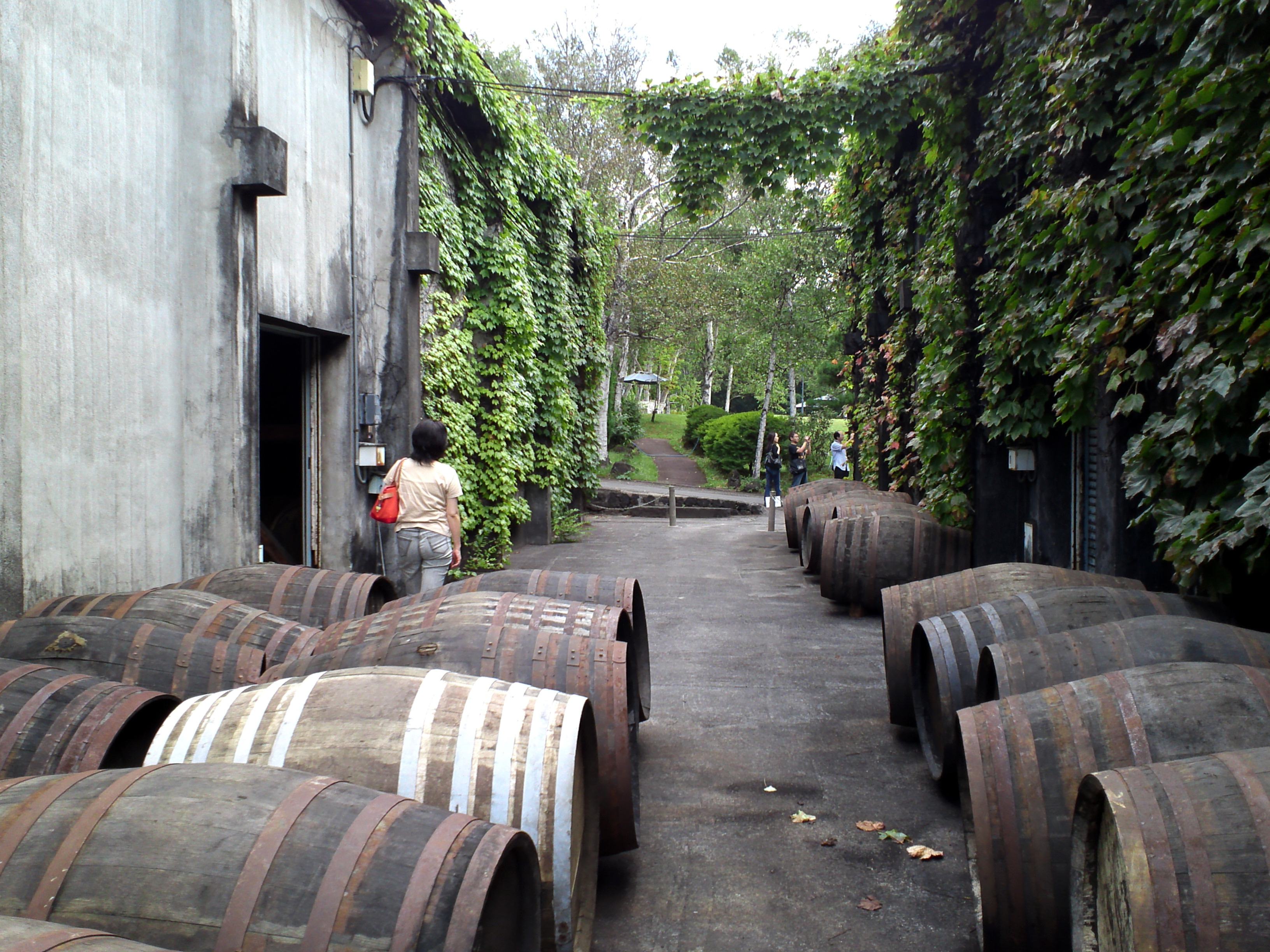
蒸留所構内に横倒しで並べられた樽（2011年）

ひとつの蒸留所で複数の原酒を造り分けることが多い旧来のジャパニーズウィスキーの蒸留所としては珍しく、単一スタイルのウイスキーのみを生産していた。また、パワフルでスモーキー、重厚な原酒を造ることにこだわっていた。

### 製麦・仕込み・発酵
原料となる麦芽はスコットランドでも入手困難なゴールデンプロミス種の麦芽を100%使用していた。麦芽粉砕機は1989年に導入したポーティアス社のもので、糖化の質、ひいてはニューメイクの質に大きな影響を与えるという。
マッシュタン（糖化槽）は日本製のロイタータンで、容量は1,200リットルだが、実際には目いっぱいではなく1,000リットルのみ注いでいた。仕込水には浅間山の伏流水が用いられていた。
ウォッシュバック（発酵槽）は1992年に設置されたオレゴンパイン製のものが5基あり、発酵時間は3～5日であった。酵母にはビール酵母とウイスキー酵母を使用している。

### 蒸留
ポットスチルは全部で4基。内訳は初留器が2基、再留器が2基であった。三宅製作所製のものが初留、再留で1基ずつ、残りはスコットランド製である。蒸留回数は2回で、加熱方式は蒸気、冷却はシェル・アンド・チューブであった。
軽井沢のポットスチルは非常に小型であり、容量は4,000リットルしかない。また、牛乳容器のような特殊な形状をしている。このポットスチルによって造られる原酒はヘビーな味わいになるという。

### 熟成
軽井沢では原酒の多くがシェリー樽で熟成された。特に良質な原酒はファーストフィルの樽に詰められることが多かったという。シェリー樽は当初はスペインから買い付けていたが、1960年代になると蒸留所にクーパレッジを設立し、メルシャン製のシェリー酒でシーズニングを行うようになった。蒸留所末期の1995年には勝沼のメルシャンのワイナリーで使われた赤ワイン樽を使うなど、実験的な樽選びも行われていた。
軽井沢の熟成の特徴としては、熟成から8～10年経った樽同士を100樽ほどヴァッティングし、再び樽に詰め直していたことが挙げられる。これによって原酒の仕上がりがある程度均一になるという。
熟成庫のほとんどはダンネージ式で、建物壁面が蔦で覆われている。これは夏の時期の寒暖差から原酒を守る役割がある。棚のサイズの都合で、軽井沢のシェリー樽は一般的なバットサイズ（500リットル）ではなくやや小さめの450リットルで造られている。1990年代後半に建てられた最も新しい熟成庫は機械化されたラック式で、2,000樽を貯蔵可能であった。

## 製品

### 主なラインナップ
- 軽井沢シングルモルト17年 - 1976年の発売時のボトルのフォルムはそのままに、当時の原酒である樽熟31年古酒をはじめ、貯蔵17年に至る歴年の原酒をヴァッティング[78]。
- 軽井沢シングルモルト15年 - 昭和43年酒をはじめ、貯蔵15年までの長期貯蔵のシェリー樽熟成原酒を中心にヴァッティング[78]。
- 軽井沢ピュアモルト12年 - 「軽井沢15年」「同17年」の味わいをベースに昭和43年酒をはじめ貯蔵12年に至る数多くのモルト原酒を加える[78]。
- 軽井沢マスターズ・ブレンド10年 - 10年以上の貯蔵モルトをベースにしたブレンデッドウイスキー[78]。

### 主な限定品

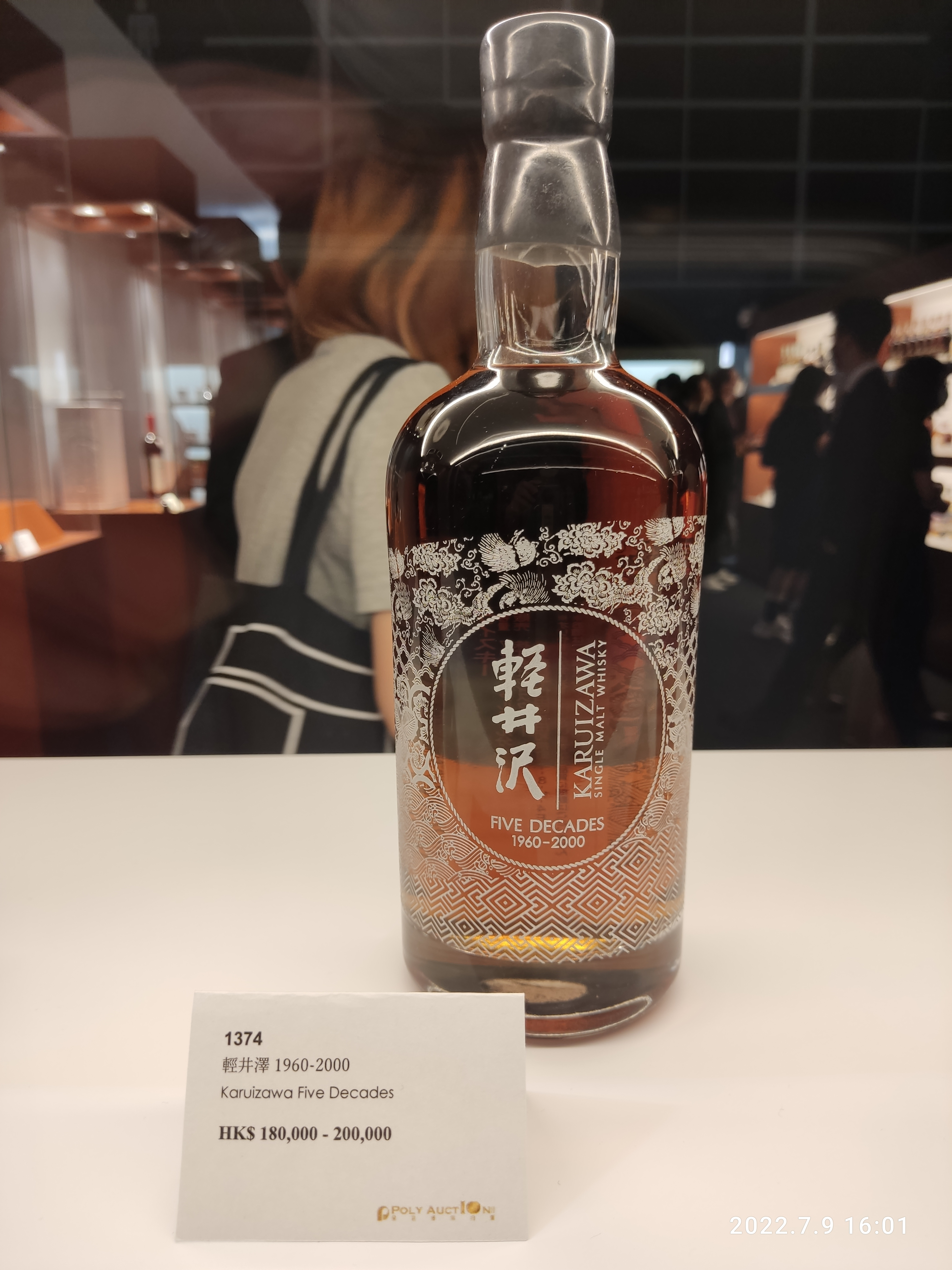
軽井沢 FIVE DECADES 1960-2000

- 軽井沢1960年
- 能シリーズ

2008～2017年にかけて、ナンバーワンドリンクスによってリリースされた製品。ラベルには能面および能装束があしらわれており、シリーズのほとんどは軽井沢のシングルカスクであった。

## 評価

### 風味
ウイスキーライターのステファン・ヴァン・エイケンは軽井沢の黄金期を1981～1984年蒸留の原酒であるとし、軽井沢の特徴的な香りを「砂糖漬けのレモンの皮」とたとえている 。
評論家のマイケル・ジャクソンは軽井沢の特徴について「しっかりとした麦芽っぽさを持ち、杉っぽく柑橘類のような甘さを伴う傾向がある」と評している。また、軽井沢シングルモルト17年を下記のようにテイスティングしている。
ウイスキーライターのデイヴ・ブルームは軽井沢のハウススタイルを下記のように評している。

### 受賞歴
- 2001年[83]
軽井沢12年 - IWSC（International Wine and Spirit Competition） ワールドワイドウイスキー部門で金賞
軽井沢15年、17年、21年 - IWSC ワールドワイドウイスキー部門で銀賞
- 2002年[83]
軽井沢マスターズ・ブレンド10年 - IWSC ワールドワイドウイスキー部門で金賞
軽井沢12年、17年 - IWSC ワールドワイドウイスキー部門で銀賞
- 2004年[78]
軽井沢シングルモルト17年 - インターナショナル・スピリッツ・チャレンジで金賞
軽井沢シングルモルト15年 - インターナショナル・スピリッツ・チャレンジで金賞

### オークション市場での評価
「#オークションでの高騰」を参照のこと。